# La Concorde
La Concorde (La concordia) è l'inno nazionale del Gabon dal 1960. È stato scritto e composto da Georges Aleka Damas.

## Testo originale francese
Refrain:
Uni dans la Concorde et la fraternité
Eveille toi Gabon, une aurore se lève,
Encourage l'ardeur qui vibre et nous soulève !
C'est enfin notre essor vers la félicité.
C'est enfin notre essor vers la félicité.
Eblouissant et fier, le jour sublime monte
Pourchassant à jamais l'injustice et la honte.
Qu'il monte, monte encore et calme nos alarmes,
Qu'il prône la vertu et repousse les armes.
Refrain
Oui que le temps heureux rêvé par nos ancêtres
Arrive enfin chez nous, rejouisse les êtres,
Et chasse les sorciers, ces perfides trompeurs.
Qui semaient le poison et répandaient la peur.
Refrain
Afin qu'aux yeux du monde et des nations amies
Le Gabon immortel reste digne d'envie,
Oublion nos querelles, emsemble bâtissons
L'édifice nouveau auquel tous nous rêvons.
Refrain
Des bords de l'Ocean au cœur de la forêt,
Demeurons vigilants, sans faiblesse et sans haine !
Autour de ce drapeau, qui vers l'honneur nous mène,
Saluons la Patrie et chantons sans arrêt !
Refrain

### Traduzione
La Concordia
Ritornello:
Unito nella Concordia e nella fraternità
Svegliati, Gabon, si leva l'aurora,
Incoraggia l'ardore che vibra e ci conforta !
È infine il nostro slancio verso la felicità.
È infine il nostro slancio verso la felicità.
Smagliante e fiero, il giorno sublime arriva,
Scacciando per sempre l'ingiustizia e la vergogna.
Che cresca, cresca ancora e calmi le nostre angosce,
Che sproni la virtù e scacci le armi.
Ritornello
Si, che il tempo felice sognato dai nostri antenati
Arrivi infine sino a noi, rinfranchi gli animi,
E scacci gli stregoni, questi perfidi illusori,
Che seminavano il veleno e spandevano la paura.
Ritornello
Perché agli occhi del mondo e delle nazioni amiche
Il Gabon immortale resti degno d'invidia,
Dimentichiamo le nostre liti, e costruiamo insieme
Il nuovo edificio che tutti sogniamo.
Ritornello
Dalle sponde dell'Oceano al cuore della foresta,
Rimaniamo vigili, senza debolezze e senza acredine!
Intorno a questa bandiera, all'onore che ci porta,
Salutiamo la patria e cantiamo senza sosta!
Ritornello